# Oury

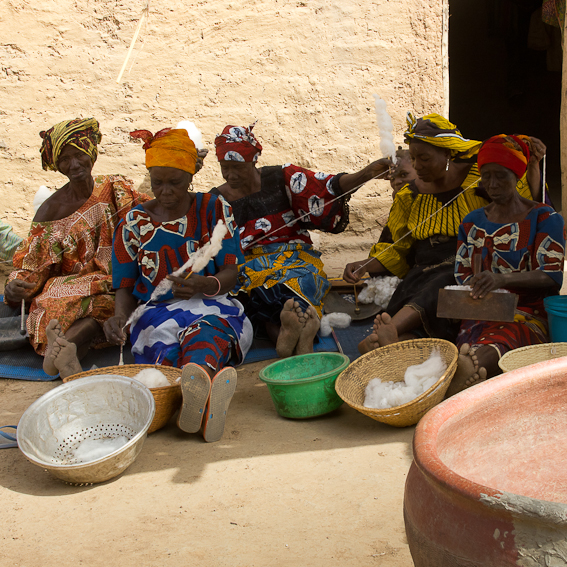
Bamwollspinnerinnen in Oury

Oury ist sowohl eine Gemeinde (französisch commune rurale) als auch ein dasselbe Gebiet umfassendes Departement im westafrikanischen Staat Burkina Faso, in der Region Boucle du Mouhoun und der Provinz Balé. Die Gemeinde hat in 19 Dörfern 26.892 Einwohner.